# Presidência de Javier Milei
A presidência de Javier Milei ou Governo Javier Milei começou em 10 de dezembro de 2023, quando Javier Milei foi empossado para um mandato de quatro anos como presidente da Argentina. Milei assumiu o cargo ao lado da vice-presidente Victoria Villarruel após a vitória da coalização A Liberdade Avança na eleição presidencial argentina de 2023, com 55,65% dos votos no segundo turno contra 44,35% do ex-ministro da Economia, Sergio Massa. 
Milei foi eleito com o maior total de votos de todos os tempos na Argentina, o maior percentual desde 1973 e o maior desde que a Argentina retornou à democracia em 1983, e em meio à crise monetária argentina de 2018, que ainda está em curso.

## Contexto

### Campanha presidencial e eleição de 2023
Em 11 de abril de 2022, Milei anunciou sua candidatura em entrevista ao jornal argentino Clarín. Milei escolheu Victoria Villarruel, deputada nacional pelo Partido Democrata, como sua companheira de chapa. Villaruel é uma defensora de veteranos do Exército Argentino e foi acusada de praticar revisionismo histórico em relação à Guerra Suja, ao negar o terrorismo praticado pelo Estado argentino na época.
Durante a eleição, Milei subiu constantemente nas pesquisas por defender posições libertárias e populistas de direita, à medida que a inflação aumentava e ultrapassava os 100%. Nas eleições primárias na Argentina em agosto de 2023, Milei emergiu como o principal candidato com 29,86% dos votos. Devido a estes resultados, a coligação de Milei venceu as suas primeiras eleições e levou pela primeira vez um partido político não afiliado ou relacionado com o radicalismo ou ao peronismo a vencer uma eleição presidencial desde a sanção da Lei Sáenz Peña.
A notícia causou estupor mundial, devido à retumbante virada da Argentina em direção ao liberalismo e à direita. Milei também foi o primeiro candidato a vencer as PASOs sem triunfar na província de Buenos Aires, enquanto obteve a vitória em outras 16 províncias, muitas delas bastiões históricos do peronismo. Milei obteve seu melhor resultado na província de Salta, onde obteve 49% dos votos. Com estes resultados, sua coligação foi autorizada a participar das eleições presidenciais de 2023.
No dia das eleições gerais, Milei foi o segundo candidato mais votado, obtendo 29,98% dos votos em todo o país, atrás apenas de Sergio Massa, o Ministro da Economia, que representava a atual coalizão União pela Pátria, que obteve 36,68% dos votos. Como nenhum candidato alcançou 45% dos votos ou 40% e mais de 10 pontos de diferença com o segundo lugar, ele se classificou junto com Massa para um segundo turno em 19 de novembro de 2023.
No segundo turno, Milei foi apoiado pelo ex-presidente Mauricio Macri e pela candidata que ficou em terceiro lugar, Patricia Bullrich, ambos membros da coalizão Juntos por el Cambio. Milei respondeu em suas redes sociais publicando a foto de um pato enrolado na bandeira argentina abraçando um leão; uma clara alegoria de Patrícia e dele mesmo; também declarou também que posições neutras favorecem Massa e pediu para os eleitores não votarem em branco.
Milei permaneceu tecnicamente empatado nas pesquisas com Massa, mas sua chapa presidencial venceu no segundo turno, obtendo 55,65% dos votos contra 44,35% da chapa Massa-Rossi, vencendo na capital Buenos Aires e em 20 das demais províncias argentinas. A vitória de Milei demonstrou a forte rejeição do eleitorado ao establishment peronista e foi comparada à vitória de Donald Trump nos Estados Unidos e à de Jair Bolsonaro no Brasil, e vista como uma vitória da extrema-direita global.
É a primeira vez, desde o estabelecimento do voto popular, secreto e obrigatório em 1912 com a Lei Sáenz Peña, que a coligação política no poder não é composta pelo Partido Justicialista ou pela União Cívica Radical, os dois partidos mais tradicionais da Argentina. Milei também é o primeiro presidente com ideais libertários na história do país, bem como o primeiro economista a alcançar essa posição.

### Transição
Após o segundo turno, Javier Milei começou a anunciar os membros de seu gabinete. No dia 21 de novembro, encontrou-se com Alberto Fernández na residência presidencial Quinta de Olivos, para dar início à transição. No dia 25 de novembro, ligou para o Papa Francisco, que enviou um rosário abençoado a ele e a Victoria Villaruel, e no mesmo dia, se comunicou por videochamada com a diretora do Fundo Monetário Internacional (FMI), Kristalina Gueorguieva.
Em 29 de novembro, Javier Milei e Victoria Villarruel foram proclamados presidente e vice-presidente pelo Congresso da Nação Argentina, enquanto os resultados eleitorais de 19 de novembro foram referendados em ato protocolar. No dia 8 de dezembro foram confirmados os membros de seu gabinete de ministros: Nicolás Posse (Chefe de Gabinete da Nação Argentina), Diana Mondino (Relações Exteriores), Sandra Pettovello (Capital Humano), Luis Petri (Defesa), Luis Caputo (Economia), Guillermo Ferraro (Infraestrutura), Guillermo Francos (Interior), Mariano Cúneo Libarona (Justiça), Mario Russo (Saúde) e Patricia Bullrich (Segurança).

### Posse presidencial

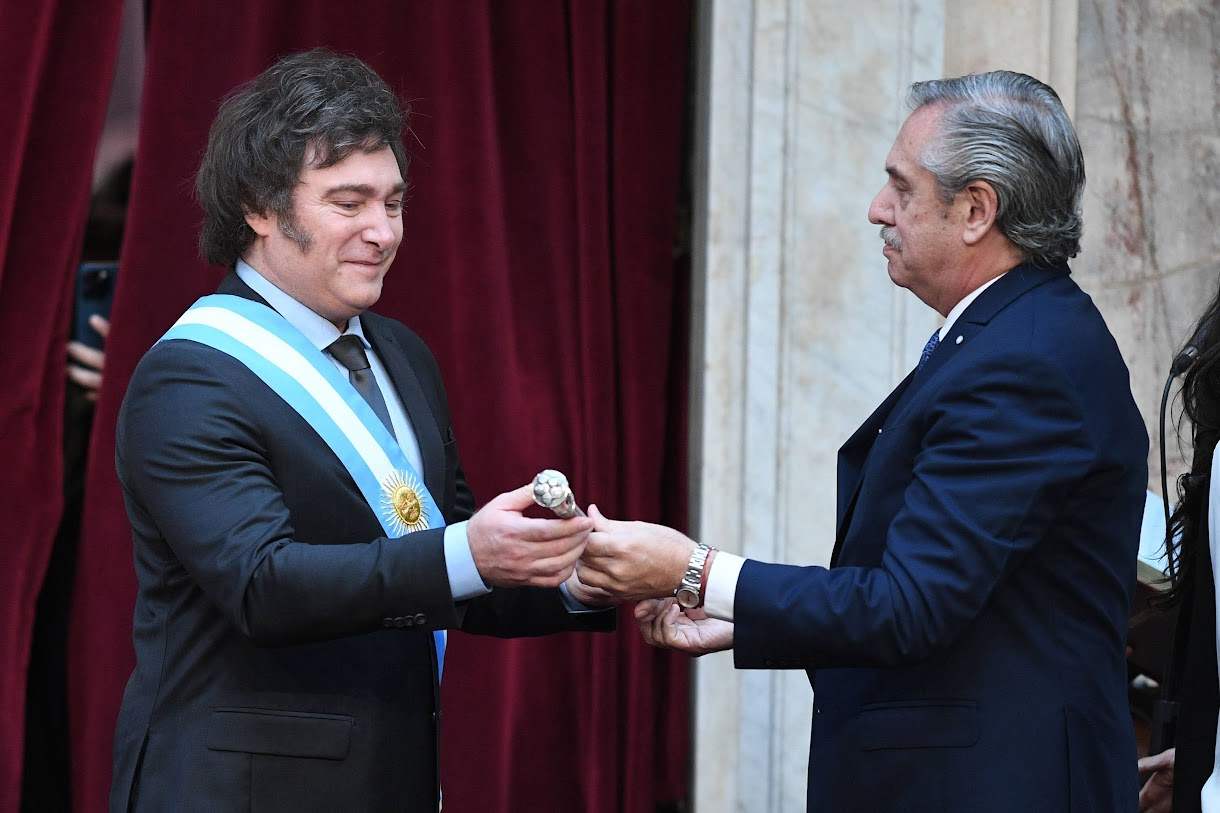
Javier Milei em sua posse presidencial recebendo o cajado e a faixa presidencial do ex-presidente Alberto Fernández.

Milei foi empossado no cargo de presidente em 10 de dezembro de 2023, às 11h58, no horário argentino, na Câmara dos Deputados da Nação. Posteriormente, recebeu o cajado e a faixa presidencial do presidente Alberto Fernández. Após a posse, o presidente fez um discurso de meia hora nas escadas do Congresso, onde analisou a herança econômica e social que recebeu do governo cessante, ressaltando que "nenhum governo recebeu uma herança pior do que a que estamos recebendo".
Ele fez um discurso à nação argentina, alertando sobre a necessidade de um choque econômico, o que foi descrito como uma terapia de choque em termos econômicos. Segundo Milei, este choque econômico seria um meio para resolver os problemas econômicos da Argentina, com a inflação caminhando para os 200%.

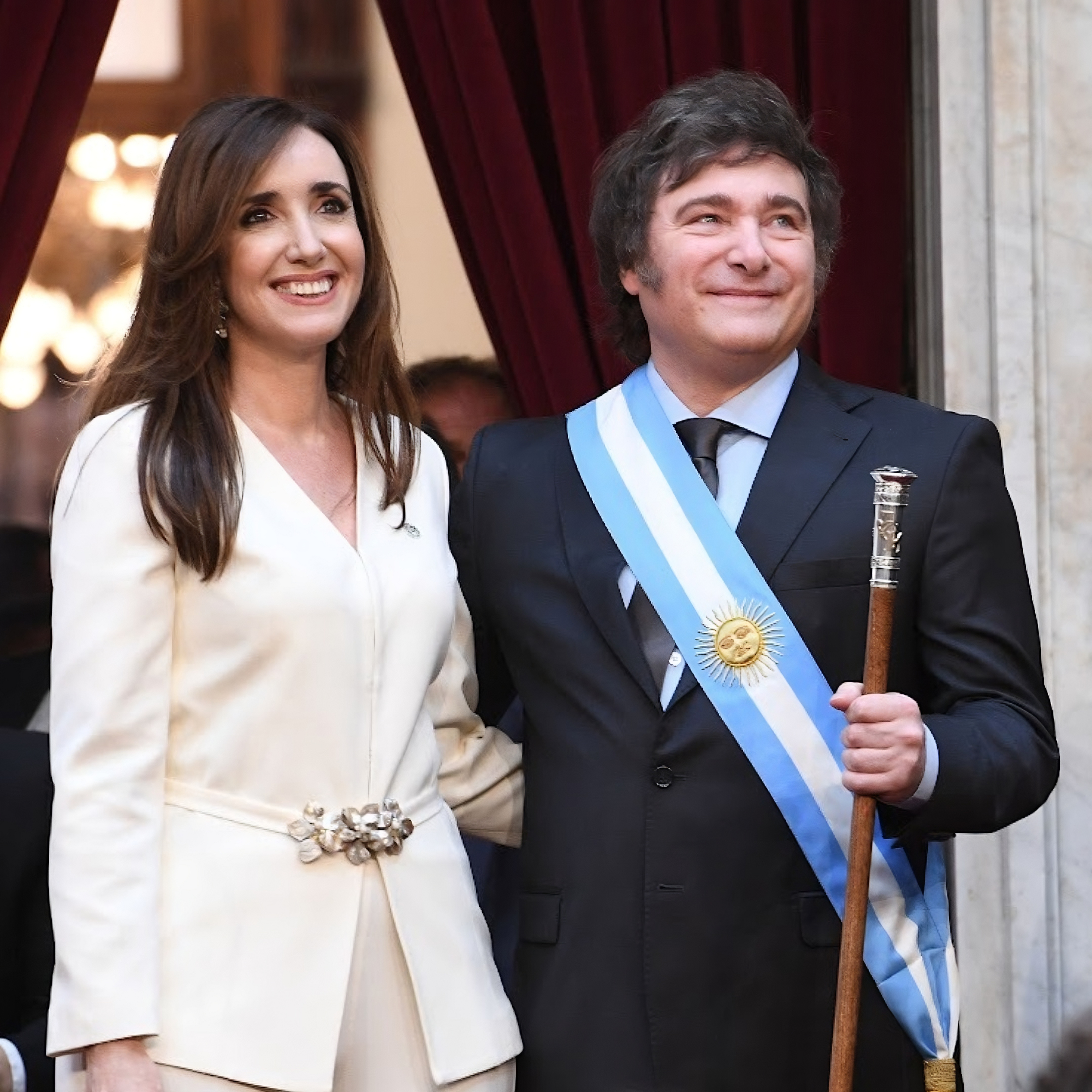
Javier Milei em sua posse presidencial ao lado da nova vice-presidente Victoria Villarruel.

## Gabinete
O gabinete de Milei tomou posse em 10 de dezembro de 2023. Após a renúncia dos demais dirigentes da presidência de Alberto Fernández, Milei indicou os novos os responsáveis pelas pastas existentes. Seu gabinete inclui ministros afiliados à coligação A Liberdade Avança e à coligação extinta Juntos pela Mudança.
| Gabinete presidencial de Javier Milei | Gabinete presidencial de Javier Milei | Gabinete presidencial de Javier Milei | Gabinete presidencial de Javier Milei            | Gabinete presidencial de Javier Milei | Gabinete presidencial de Javier Milei | Gabinete presidencial de Javier Milei |
| Ministério                            | Incumbente                            | Incumbente                            | Partido/coligação                                | Posse no dia                          | Saída no dia                          | Ref.                                  |
| ------------------------------------- | ------------------------------------- | ------------------------------------- | ------------------------------------------------ | ------------------------------------- | ------------------------------------- | ------------------------------------- |
| Chefe de Gabinete da Nação Argentina  |                                       | Nicolás Posse                         | (Sem partido) A Liberdade Avança                 | 10 de dezembro de 2023                | 27 de maio de 2024                    | [ 20 ] [ 25 ]                         |
| Chefe de Gabinete da Nação Argentina  |                                       | Guillermo Francos                     | (Sem partido) A Liberdade Avança                 | 27 de maio de 2024                    | Em exercício                          | [ 20 ] [ 26 ]                         |
| Capital Humano                        |                                       | Sandra Pettovello                     | (União do Centro Democrático) A Liberdade Avança | 10 de dezembro de 2023                | Em exercício                          | [ 20 ]                                |
| Defesa                                |                                       | Luis Petri                            | (União Cívica Radical) A Liberdade Avança        | 10 de dezembro de 2023                | Em exercício                          | [ 20 ]                                |
| Economia                              |                                       | Luis Caputo                           | (Proposta Republicana) A Liberdade Avança        | 10 de dezembro de 2023                | Em exercício                          | [ 20 ]                                |
| Infraestrutura (extinto)              |                                       | Guillermo Ferraro                     | (Sem partido) A Liberdade Avança                 | 10 de dezembro de 2023                | 5 de março de 2024                    | [ 20 ] [ 27 ]                         |
| Interior (extinto)                    |                                       | Guillermo Francos                     | (Sem partido) A Liberdade Avança                 | 10 de dezembro de 2023                | 27 de maio de 2024                    | [ 20 ] [ 26 ]                         |
| Justiça                               |                                       | Mariano Cúneo Libarona                | (Sem partido) A Liberdade Avança                 | 10 de dezembro de 2023                | Em exercício                          | [ 20 ]                                |
| Relações Exteriores                   |                                       | Diana Mondino                         | (Sem partido) A Liberdade Avança                 | 10 de dezembro de 2023                | 30 de outubro de 2024                 | [ 20 ]                                |
| Relações Exteriores                   |                                       | Gerardo Werthein                      | (Sem partido)                                    | 30 de outubro de 2024                 | Em exercício                          | [ 20 ]                                |
| Saúde                                 |                                       | Mario Russo                           | (Sem partido) A Liberdade Avança                 | 10 de dezembro de 2023                | Em exercício                          | [ 20 ]                                |
| Segurança                             |                                       | Patricia Bullrich                     | Proposta Republicana                             | 10 de dezembro de 2023                | Em exercício                          |                                       |
| Secretarias com status de ministério  |                                       |                                       |                                                  |                                       |                                       |                                       |
| Secretaria Geral da Presidência       |                                       | Karina Milei                          | (Partido Libertário) A Liberdade Avança          | 10 de dezembro de 2023                | Em exercício                          | [ 28 ]                                |
| Secretaria Legal e Técnica            |                                       | Javier Herrera Bravo                  | –                                                | 10 de dezembro de 2023                | Em exercício                          | [ 29 ]                                |
| Secretaria de Comunicação e Imprensa  |                                       | Eduardo Serenellini                   | –                                                | 29 de dezembro de 2023                | Em exercício                          | [ 30 ]                                |

## Medidas tomadas pelo Executivo
Ao assumir a presidência, Milei assinou 13 decretos, a maioria relacionado a nomeação de membros do seu gabinete, um dos quais serviu para nomear o Chefe de Gabinete da Nação Argentina e os ministros do Interior, das Relações Exteriores, da Defesa, da Economia, da Segurança e da Saúde. Com o decreto nº 1 ao nº 7, nomeou Guillermo Francos, Diana Mondino, Luis Petri, Luis Caputo, Patricia Bullrich, e Mario Russo para seu gabinete presidencial.
Em 10 de dezembro, com seu 8º decreto (o primeiro como presidente da Argentina), modificou a lei e reduziu os dezoito ministérios governamentais existentes para nove. Com os decretos nº 9 a 11, nomeou Mariano Cúneo Libarona para o ministério da Justiça, Guillermo Ferraro ao da Infraestrutura e Sandra Pettovello para o Capital Humano. Seu 12º decreto removeu o impedimento assinado pelo ex-presidente Mauricio Macri que ditava sobre a indicação de parentes no estado Argentino. Seu 13º decreto nomeou sua irmã, Karina Milei, para o cargo de Secretária Geral da Presidência.
Após uma série de informações sobre reuniões interministeriais que eram realizadas na Casa Rosada terem sido vazadas, Milei decide demitir Guillermo Ferraro do Ministério da Infraestrutura da Argentina em 25 de janeiro de 2024, sendo este o primeiro ministro a cair de seu governo. Outra razão que motivou a demissão de Ferraro foram as desavenças que o mesmo tinha com Nicolás Posse, ministro-chefe da Casa Civil e figura de confiança do próprio presidente. Na mesma semana, Milei anunciou que a pasta iria ser incorporada ao Ministério da Economia.
Em 27 de maio de 2024, Milei aceitou a renúncia de Nicolás Posse do cargo de chefe de gabinete da Nação Argentina. Quem assume em seu lugar é o ex-ministro do Interior Guillermo Francos.

## Política interna

### Economia
Em seu primeiro discurso como Presidente da Nação, Javier Milei afirmou que "nenhum governo recebeu uma herança pior do que a que estamos recebendo". Referindo-se aos "déficits gêmeos de 17 pontos do PIB" (relativos ao déficit primário e financeiro), ele mencionou uma inflação de 157,5% ao ano, uma dívida bruta do setor público de US$419,2 bilhões, reservas brutas no Banco Central de US$21,1 bilhões e uma dívida em Leliq de $23 trilhões de pesos, o que gera "uma emissão de mais de $2 trilhões por mês em juros". Milei sempre defendeu, durante a campanha eleitoral, medidas de choque e um forte ajuste no setor público. O ministro da economia designado é Luis Caputo, e o presidente do Banco Central da República Argentina designado é Santiago Bausili.
Em um ano de governo de Milei o PIB per capita caiu de $13.820 para $12.810, um decréscimo de -7,30%.

### Reforma do Estado
Para reduzir o déficit fiscal, Milei propôs uma política de austeridade focada na redução do orçamento das organizações públicas nacionais, com o objetivo de reduzir 5 pontos do PIB em gastos públicos, o que representa o atual déficit orçamental do Estado argentino. A primeira medida, ao chegar ao gabinete presidencial após sua posse, foi a assinatura do Decreto 8/2023, que reduziu o número de ministérios de 18 para 9, o número de secretarias, de 106 para 54 e o número de subsecretarias, de 182 a 140. Milei também ordenou o fim do Home office (e a exigência de trabalho 100% presencial) para funcionários públicos e a revisão de despesas e contratações de todos os ministérios restantes que foram realizadas no último ano, com o objetivo de “constatar contratações irregulares”. Também foi anunciada a não renovação de contratos de trabalho do Estado com menos de um ano de vigência.
Em dezembro de 2023, foi anunciado pelo porta-voz de Milei, Manuel Adorni, um corte orçamentário avaliado em US$3 bilhões anuais em "despesas operacionais", o que incluiria a redução da frota de carros presidenciais, a venda de dois aviões da empresa YPF, a redução de motoristas de funcionários públicos para 50% e a redução da manutenção de pinturas da residência oficial. No mesmo mês, por meio do Decreto 84/2023, Milei anunciou que não renovará o contrato de 7 mil funcionários públicos que ingressaram no Estado Argentino no ano de 2023.

### Medidas econômicas
No dia 12 de dezembro, o ministro da Economia, Luis Caputo, anunciou um pacote de ajustes com o objetivo de “neutralizar a crise e estabilizar as variáveis econômicas”, apelidado pela imprensa argentina de Plano Motosserra (uma referência à motosserra que Milei utilizou em sua campanha eleitoral e o simbolismo que a mesma carrega com o corte de gastos). Entre as medidas elencadas, estão a suspensão da publicidade do governo por um período de um ano (em 2023 foram gastos 34 bilhões de pesos com este tipo de propaganda), a redução ao mínimo possível das transferências do Estado nacional para as províncias, a suspensão das licitações de obras públicas e o cancelamento das que não foram iniciadas (anunciando que estas serão realizadas pela iniciativa privada), a redução dos subsídios às tarifas de energia e transportes e a desvalorização do peso (US$1 dólar passará a valer 800 pesos). Junto a isso, o governo também anunciou o aumento temporário do Imposto PAIS (que é emergencial e tem como foco tributar a compra de moedas estrangeiras). Este aumento irá incidir exclusivamente nas importações e retenções sobre exportações não agrícolas. Foi também anunciado que, posteriormente, todos os direitos de exportação serão eliminados, por considerarem que “prejudicam o desenvolvimento”.

### Decreto de Necessidade e Urgência
Em 20 de dezembro de 2023, Milei anunciou um 'decretaço' em que modifica ou revoga mais de 350 normas, permitindo a desregulamentação da economia argentina. O texto, publicado por meio de um Decreto de Necessidade e Urgência (DNU), entrou em vigor no dia seguinte, dia 21. Entre as principais medidas, estão:
1. A revogação da Lei do Aluguel, que estabelecia contratos de três anos e a proibição de acordos que fossem feitos em dólares. Com a mudança, os contratos terão dois anos e poderão ser negociados na moeda estrangeira. Também houve a revogação da Lei de Abastecimento, da Lei das Gôndolas, da Lei Nacional de Compras, da Lei de Promoção Industrial, da Lei de Promoção Comercial, da Lei de Terras, e também a revogação do Observatório de Preços do Ministério da Economia. A regulamentação que impedia a privatização de empresas públicas também foi revogada junto ao regime das empresas estatais.[57]
2. A “transformação de todas as empresas estatais em sociedades anônimas para posterior privatização”.[57]
3. A modificação da Lei de Combate ao Fogo, do Código Civil e Comercial para reforçar o princípio da liberdade contratual entre as partes, a modificação do marco regulatório de medicamentos pré-pagos e obras sociais e a modificação da Lei das Sociedades por Ações para que os clubes de futebol possam se tornar corporações.[57]
4. Reforma trabalhista: limitação do direito à greve (trabalhadores de setores essenciais como saúde, educação, transporte e telecomunicações só poderão entrar em greve caso 75% dos serviços sejam mantidos)[58], prorrogação do período de experiência de três a oito meses (sendo que este contrato pode ser encerrado por qualquer uma das partes a qualquer momento, sem o direito à indenização)[58][59] e a redução geral de indenizações (uma mudança no cálculo, no qual o trabalhador demitido receberá um mês de salário para cada ano trabalhado - atualmente, o trabalhador argentino tem direito à uma série de benefícios extras).[58][60]
5. Reforma do Código Aduaneiro para facilitar o comércio internacional.[57]

Sessões extraordinárias do Congresso Nacional também foram convocadas para discutir este decreto proposto por Milei. Assim que foi anunciado, protestos foram registrados em vários pontos do país, como panelaços na cidade de Buenos Aires e grandes manifestações nas portas do Congresso. Especialistas em direito constitucional afirmam que o decreto não atende aos requisitos exigidos pela Constituição Nacional da Argentina., levando ao questionamento da constitucionalidade do mesmo. A organização social Observatório do Direito a Cidade entrou com um recurso para que o 'decretaço' fosse anulado na Justiça Argentina, que aceitou o pedido e irá analisá-lo.
Milei afirmou que fará um plebiscito sobre seu DNU (Decreto de Necessidade e Urgência) caso o mesmo seja rejeitado pelo Congresso, embora os resultados de um plebiscito não sejam vinculativos caso sejam convocados pelo Presidente da República; sendo esta uma prerrogativa exclusiva do legislativo argentino. Em 14 de março de 2024, o decretaço foi rejeitado pelo Senado da Nação Argentina, quando obteve 42 votos contrários, 25 votos favoráveis, 4 abstenções e uma ausência. Inicialmente, Milei não queria que o decretaço fosse votado pelo Senado, mas a discussão e a votação foi convocada mesmo assim pela vice-presidente Victoria Villaruel, também presidente do Senado. Apesar desta decisão, o DNU irá seguir para a Câmara dos Deputados e continuará valendo devido à medida provisória. Depois da rejeição do DNU pelo Senado, o gabinete de governo postou uma nota no X (antigo Twitter) criticando a decisão e repetindo um discurso de Milei que foi direcionado aos legisladores:
"O presidente apresentou duas alternativas, o acordo ou o confronto. Chegou o momento da classe politica decidir de que lado da história quer ficar". 

### Lei Ônibus
Junto com o anúncio do decreto, Milei enviou ao Congresso da Nação Argentina um pacote de leis com uma série de reformas no Estado argentino; estas sendo de caráter econômico, eleitoral e penal. O documento, chamado de "Lei de Bases e Pontos de Partida para a Liberdade dos Argentinos" possui cerca de 183 páginas e 664 artigos, e por seu tamanho e abrangência, é conhecida como "Lei Ônibus" (Ley ómnibus). Além das inúmeras reformas, o texto declara "emergência pública em questões econômicas, financeiras, fiscais, previdenciárias, de segurança, administrativas e sociais" até dezembro de 2025, com possibilidade de prorrogação por dois anos. 
Alguns dos pontos centrais dessa lei são:
1. Privatizações de 41 empresas estatais, entre elas, as Aerolíneas Argentinas, o Banco de la Nación e a Yacimientos Petrolíferos Fiscales (YPF).
2. Desregulação de diversos setores; como o fim da regulação do preço de livros.
3. Aposentadoria - haverá mudança em relação ao cálculo anterior de reajuste; embora uma nova fórmula não tenha sido estabelecida. O texto afirma que o Poder Executivo poderá realizar aumentos periódicos para atender de forma prioritária os beneficiários que possuem aposentadorias menores.
4. A criminalização de manifestações ou reuniões de 3 ou mais pessoas com o objetivo de impedir ou dificultar o funcionamento dos transportes terrestres, aquáticos ou aéreos. Também se aplica ao impedimento dos serviços públicos de comunicações e do fornecimento de água e eletricidade. A pena para quem infringir a legislação será de 1 a 3 anos de prisão.[68]

No dia 24 de janeiro de 2024, o governo obteve as assinaturas necessárias para aprovar o parecer inicial desta lei. O projeto foi debatido na Câmara de Deputados e aprovado no dia 2 de fevereiro, com 144 votos positivos e 109 votos negativos, após uma maratona de debates que durou cerca de três dias. Além da própria bancada do La Libertad Avanza, o projeto também teve apoio total dos blocos Proposta Republicana, Innovación Federal e quase todos os deputados do União Cívica Radical e o Hacemos Coalición Federal. No entanto, o texto foi desfigurado durante as negociações e a sua versão final perdeu metade de seu conteúdo original.
No dia 6 de fevereiro de 2024, a Câmara começou a votar nos artigos individuais da Lei Ônibus e o governo passou a sofrer derrotas maciças, perdendo apoio de deputados de províncias leais à governadores peronistas. O governo, esperando e temendo uma possível rejeição do artigo que fala sobre as privatizações, decidiu interromper a votação do projeto, encerrar o debate e enviá-lo de volta à comissão, para que este pudesse ser debatido do zero. Embora Milei tivesse obtido a aprovação para governar por decreto por pelo menos um ano, a oposição colocou limitações neste poder delegado ao presidente.

### Conflito com governadores
Após diversos artigos do projeto da Lei Ônibus terem sido rejeitados pelos deputados ligados aos governadores de várias províncias argentinas, Milei passou a tomar uma série de medidas para cortar recursos às mesmas como uma forma de retaliação. Em fevereiro de 2024, seu governo anunciou a eliminação do Fundo de Compensação dos Transportes Públicos, uma espécie de subsídio nacional pago pelo Estado Argentino para o transporte público em todo o país. Além disso, deu fim ao Fundo Nacional de Incentivo aos Professores (FONID), um fundo financiado pela Nação Argentina desde 1998 e que fornecia recursos às províncias para melhorar os salários dos professores. O governador Ignacio Torres, da província de Chubut, a segunda maior produtora de petróleo do país, ameaçou cortar o fornecimento de petróleo e gás caso Milei não liberasse uma verba bilionária que havia sido retida para a província.

### Reforma eleitoral
O ministro do Interior Guillermo Francos propôs a implementação de uma reforma eleitoral, que inclui a eliminação das primárias abertas, simultâneas e obrigatórias (PASO) e a passagem a um sistema de voto único, em papel ou eletrônico. Estas questões são debatidas há anos na Argentina e a implementação do voto único já foi aprovada pela Câmara dos Deputados em 2022. A medida que elimina as primárias abertas (PASO) foi incluída na Ley ómnibus encaminhada para o Congresso Nacional em 27 de dezembro de 2023 e ainda estabelece a adoção do voto distrital para a eleição da Câmara de Deputados, um sistema semelhante ao que é adotado nos Estados Unidos. Também foram incluídas modificações no financiamento dos partidos políticos e a retirada de sanções para candidatos que não participem dos debates.

### Segurança
A ministra da segurança é Patricia Bullrich, que já havia ocupado o mesmo cargo durante a presidência de Mauricio Macri. Ao longo da campanha eleitoral, um tópico bastante debatido foi o combate ao crime, e Milei sempre criticou a chamada “Doutrina Zaffaroni”, que acusa de colocar o criminoso como vítima. Milei propôs uma reforma na lei de segurança interna, defesa nacional e inteligência, e a modificação do “sistema prisional e do código de processo penal”. O primeiro fato relacionado à segurança ocorreu na própria posse presidencial, onde, durante a caravana que se dirigia à Casa Rosada, um homem jogou uma garrafa de vidro em Milei, atingindo um membro de sua segurança e o ferindo. Logo após o incidente, o homem foi preso.
A questão dos piquetes (bloqueio às ruas) foi um tema recorrente durante a campanha eleitoral. Milei sempre mencionou que iria garantir o direito à livre circulação dos cidadãos, prejudicado pelo fechamento de ruas, principalmente na cidade de Buenos Aires. Em seu discurso inaugural, Milei afirmou que “Quem corta não recebe”, o que implica que qualquer pessoa que participasse de um bloqueio às ruas não receberia qualquer benefício social do governo.
No dia 14 de dezembro, a ministra Bullrich, em coletiva de imprensa, apresentou o novo “Protocolo de Ordem Pública” de aplicação nacional. Entre os itens do protocolo, estão:
1. As quatro forças federais, com a ajuda do serviço penitenciário federal, intervirão diante de bloqueios, sejam eles parciais ou totais. Também foi dito que será empregada a força necessária e suficiente para casos como esse, proporcional à resistência.
2. O uso destas forças permanecerá até que o espaço de circulação seja liberado.
3. O governo prometeu identificar autores e instigadores dos bloqueios; o mesmo acontecerá com os veículos e seus motoristas. Os dados dos autores, cúmplices, participantes, instigadores e organizadores serão enviados às autoridades competentes.
4. A atuação também será feita em estações de trem, caso seja percebida a presença de pessoas possuindo materiais que devem ser apreendidos.
5. Em caso de estrangeiros com residência provisória, será enviada a informação à Direção Nacional de Migrações.
6. Um juíz será notificado caso ocorra algum dano ambiental nas manifestações.
7. Caso crianças ou adolescentes participem dos piquetes, as devidas autoridades responsáveis pela proteção dos mesmos serão avisados.
8. Manifestantes poderão se manifestar em calçadas, mas não poderão bloquear as ruas. Sanções severas serão aplicadas aos infratores responsáveis pelo impedimento à livre circulação de cidadãos. Se houver crime em flagrante, haverá intervenção.
9. Eventuais custos ligados às operações de segurança serão cobrados de organizações ou dos indivíduos responsáveis, por meio de "faturas".[85][86][87]

Em 27 de dezembro de 2023, na própria Lei Ônibus, foi proposto o aumento de penas em caso de realização de piquetes: de cerca de três meses a dois anos para até três anos e meio. Este aumento permite que a pena seja cumprida de maneira efetiva, já que só é permitido cumprir pena a partir dos três anos de condenação. O governo também pediu que qualquer manifestação deve ser informada ao Ministério de Segurança argentino com 48 horas de antecedência, a quem caberá a decisão final sobre a legalidade da mesma ou não. No mesmo projeto, foi apresentada a ampliação do conceito de "legítima defesa", tanto pra casos de agressão sexual, quanto para às forças policiais, que se aproveitariam de uma maior proteção legal.

### Intervenção na Telám e em outras estatais
Em março de 2024, Milei anunciou uma intervenção de um ano na agência de notícias estatal Telám. Ele afirmou que ela era usada nas últimas décadas como uma "agência de propaganda kirchnerista", que as empresas públicas na Argentina estão em "situação de emergência pública" em questões econômicas, financeiras e fiscais desde 20 de dezembro de 2023 e que é necessária uma "profunda reorganização nas empresas públicas". A Telám operava desde 1945 no país e é a única que possuia correspondentes em todas as províncias argentinas.

### Escândalo das criptomoedas
Em 14 fevereiro de 2025, Javier Milei divulgou em sua conta no X uma criptomoeda chamada $LIBRA, considerada como uma "memecoin".  Segundo a postagem, ela promovia supostos ganhos e altos rendimentos. Entretanto, dias depois, a moeda perdeu valor e colapsou, num evento chamado rug pill Ao menos 40 mil pessoas perderam o dinheiro investido, e por conta disso, a oposição protocolou um pedido de impeachment contra ele.  Além disso, o Departamento de Justiça do Estados Unidos investiga suposta pirâmide financeira, abuso de autoridade e tráfico de influência pelos responsáveis da criação desta moeda. Estas denúncias também estão sendo investigadas na própria Argentina. 

### Ataques contra pessoas com deficiência
Numa normativa divulgada em Diário Oficial, a Agência Nacional de Incapacidade (AID) classificou como "imbecis", "débeis mentais" e "idiotas" as classificações de níveis de sintomas de doenças e transtornos mentais. Estes termos já estão em desuso e são considerados como capacitistas.  Diversas associações de direitos humanos e de pessoas com deficiência pediram a anulação do decreto ao argumentarem que ela viola tratados internacionais definidos pela Organização dos Estados Americanos e pela Organização das Nações Unidas, entidades que a Argentina é signatária. 

### Nomeação de juízes da Suprema Corte do país por decreto
O presidente nomeou por decreto 2 juízes para a Suprema Corte da Argentina durante recesso da Casa Rosada. Tal ato viola a Constituição do pais pois após o presidente escolher, precisa passar por sabatina e votação secreta e nominal no Senado.  Tal ato gerou nova crise política no país, pois segundo o governo Milei, o Senado tem "seguido posições políticas" e de "descumprir processo legal no país". 

## Política externa
A Ministra das Relações Exteriores é Diana Mondino. Ela era um dos nomes cotados na campanha de Milei para assumir o cargo, e durante o período eleitoral, havia proposto que a Argentina parasse de interagir com o Brasil e a China. O próprio Milei afirmou que o alinhamento geopolítico que a Argentina passaria a adotar seria com países como os Estados Unidos e Israel, e ao se referir a uma possível entrada do país nos BRICS, falou que "não impulsionaria um acordo com comunistas", embora tenha afirmado que a iniciativa privada pudesse comercializar com quem bem quisesse. Em seguida, foi confirmada a informação de que a Argentina não entraria nos BRICS em 2024.
Logo após assumir o cargo de presidente, Milei enviou uma carta à OCDE com um pedido formal para o início das negociações da entrada da Argentina na organização. Ele também pediu para que esta entrada seja feita o mais rápido possível, ainda que o processo de adesão do país possa levar seis anos para ser concluído. O convite da OCDE para que o país se unisse ao bloco foi feito em 2022, e a chanceler Diana Mondino iniciou um périplo de 36 horas na França em 20 de dezembro de 2023, onde foram realizadas 12 reuniões com empresários, diplomatas e membros do governo francês, com o objetivo principal de “avançar na sua incorporação na OCDE, um dos objetivos de Javier Milei na sua gestão". Um dos objetivos desta viagem era garantir que o presidente francês Emmanuel Macron se tornasse um aliado na Europa, no caso de tratativas para se chegar a acordos diplomáticos e empreender negociações comerciais.
Em dezembro de 2023, como demonstração dos novos rumos da política externa de Milei, foi anunciado que o país não terá representação diplomática em países como Venezuela, Cuba e Nicarágua. A chanceler argentina também foi instruida a votar contra à adesão da Nicarágua na Organização dos Estados Americanos (OEA) e para que Cuba seja condenada nos organismos multilaterais de direitos humanos.
No dia 17 de janeiro de 2024, Milei viajou, juntamente com membros do seu gabinete à sede do Fórum Económico Mundial em Davos, Suíça, onde participou como orador na referida conferência. No seu discurso, destacou que não existem diferenças substanciais entre comunistas, nazistas e sociais-democratas e que o Ocidente estaria em perigo pela influência dos modelos coletivistas e infiltração do pensamento neo-marxista. Milei também se manifestou contra o aborto, o feminismo, o estatismo, negou as mudanças climáticas e defendeu o capitalismo, chamando os empresários presentes na conferência de "heróis". Após o seu discurso, reuniu-se com David Cameron, ex-primeiro ministro do Reino Unido e Secretário de Relações Exteriores e um dos assuntos discutidos foi a questão da soberania das Ilhas Malvinas. Um mês depois do encontro, em visita às ilhas, Cameron afirmou que não há qualquer discussão aberta sobre a soberania do arquipélago e que a situação não irá mudar.
Milei também fez uma viagem à Itália em 12 de fevereiro e se encontrou com a primeira-ministra Giorgia Meloni e o presidente Sergio Mattarella e ao Vaticano, onde se encontrou com o Papa Francisco. Ele aproveitou a ocasião para se desculpar por declarações anteriores, nas quais ofendeu abertamente o líder religioso.

### Relações diplomáticas com Israel
Em 12 de dezembro de 2023, a Argentina mudou sua posição diante da ONU em relação ao Conflito israelo-palestino de 2023; inicialmente o país havia votado a favor de um cessar-fogo em outubro (durante a gestão de Alberto Fernández) e se absteve na resolução de dezembro, um aceno de Milei a Israel no conflito. No início de fevereiro de 2024, Milei fez uma viagem à Israel, onde se encontrou com o presidente Isaac Herzog e o primeiro-ministro Benjamin Netanyahu. Ele afirmou que a visita à Jerusalém serviu para aprofundar as relações bilaterais entre Israel e Argentina. Ele confirmou em encontro ao chanceler israelense Israel Katz que pretende transferir a sede da embaixada argentina para Jerusalém. Milei visitou as zonas afetadas pela Guerra entre Israel-Hamas, onde também teve a oportunidade de se reunir com familiares de reféns e também visitou o Muro das Lamentações e o Yad Vashem, o museu do Holocausto em Israel.

### Mercosul
Durante a campanha eleitoral, em agosto de 2023, Milei afirmou que, caso eleito, a Argentina deixaria o Mercosul. Todavia, semanas depois, isto foi desmentido pela chanceler de Milei, Diana Mondino, que afirmou que os laços diplomáticos com o bloco seriam mantidos, embora ela afirme que o Mercosul "envelheceu" e precisa de uma reformulação. Desde que a gestão de Diana Mondino como chanceler se iniciou, um de seus objetivos é concretizar o Acordo comercial do Mercosul e União Europeia o quanto antes, depois de décadas de negociações estagnadas. No dia 7 de dezembro, o governo de Alberto Fernández rejeitou a assinatura do acordo, apesar do pedido de Mondino, afirmando que ele “terá um impacto negativo na indústria do Mercosul”. Com a mudança de gestão, as negociações para que o acordo possa ser alcançado se reiniciaram, e estas envolveram diretamente reuniões com parlamentares europeus e embaixadores do G7.

### Relações com a China
Embora Milei seja um ferrenho crítico do governo chinês, ao ponto de chamar Xi Jinping de "assassino" com o qual não se faz comércio, o presidente argentino acabou voltando atrás e escreveu uma carta direcionada à Pequim pedindo o desbloqueio de um crédito bilionário, oriundo da renovação de um acordo de swap cambial do governo antecessor. Todavia, o governo chinês decidiu congelar o envio deste empréstimo até que Milei prove que os gestos de aproximação com o país asiático sejam sinceros. Havia uma expectativa de Milei e de seu ministro da economia, Luis Caputo, que este crédito fosse liberado para a quitação de dívidas que podem vencer nas próximas semanas.

### Crise diplomática com a Espanha
Em 19 de maio de 2024, durante um evento realizado pelo partido espanhol de extrema-direita Vox, Milei insultou a esposa do presidente do Governo da Espanha, Pedro Sánchez. A declaração veio diante de outras críticas que o presidente argentino fez ao socialismo.

– Eles não sabem que tipo de sociedade e de país o socialismo pode produzir e que tipo de pessoas ferradas no poder e que níveis de abuso isso pode gerar. Mesmo quando ele (Sánchez) tem uma esposa corrupta, ele se suja e leva cinco dias para pensar sobre isso.— Javier Milei
Logo após estas declarações, o próprio Sánchez pediu uma retratação pública à Milei. O governo espanhol considerou inaceitável que Milei tenha feito estas declarações durante uma visita ao país e anunciou a retirada da embaixadora espanhola de Buenos Aires. O Ministro dos Negócios Estrangeiros, União Europeia e Cooperação de Espanha, José Manuel Albares, convocou o embaixador da Argentina em Madrid e o transmitiu formalmente uma exigência de pedido de desculpas. Todavia, o porta-voz da presidência da Argentina, Manuel Adorni, discordou dos pedidos das autoridades espanholas e disse que é Milei que tem sido alvo de uma onda de insultos por parte dos ministros do gabinete de Sánchez, insultos esses que teriam vindo até mesmo do próprio presidente da Espanha. O porta-voz fez um apelo e disse que na verdade são as autoridades de Madrid que precisam se desculpar com o presidente.
 

Dada à recusa de Milei em se retratar e se desculpar publicamente, o governo espanhol anunciou em 21 de maio de 2024 a retirada definitiva da embaixadora do país. Não é descartada a possibilidade de Madrid declarar Milei como persona non grata. O deputado Nicolas Mayoraz, filiado ao partido governista e aliado de Milei que fez parte da comitiva do mesmo na Espanha, tentou apresentar uma moção de repúdio na Câmara de Deputados da Nação Argentina em relação às declarações e decisões do presidente espanhol. Todavia, esta só obteve apoio de uma maioria do partido Proposta Republicana e do próprio partido governista, A Liberdade Avança. Com 133 votos contrários (inclusive 2 votos oriundos do Proposta Republicana), 67 votos favoráveis e 5 abstenções, o governo ficou longe de obter os votos necessários para a sua aprovação.